# Anno geofisico internazionale

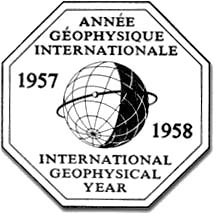
Logo dell'Anno geofisico internazionale

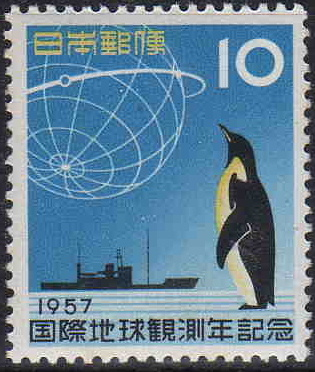
Francobollo emesso dal Giappone nel 1957 per l'Anno geofisico internazionale.

L'Anno geofisico internazionale (noto anche come IGY, dall'inglese International Geophysical Year) fu indetto dal luglio 1957 al dicembre 1958 per coordinare su scala mondiale un insieme di ricerche volte a una maggiore conoscenza delle proprietà fisiche della Terra e delle interazioni tra il Sole e il nostro pianeta. In precedenza si erano svolti, nel 1882-83 e nel 1932-33, due anni polari internazionali.
L'idea di realizzarlo fu proposta nel marzo 1950 da alcuni scienziati durante un convegno dell'International Council of Scientific Unions. Essi sottolinearono che con l'avvento di nuove tecnologie come il razzo, il radar e il computer, i tempi erano maturi per la celebrazione di un anno geofisico internazionale. 
Il periodo di attuazione fu scelto in concomitanza con una fase di massima attività solare.
Più di 70 paesi parteciparono al progetto. Il presidente statunitense Dwight Eisenhower, in un discorso radio-televisivo del 30 giugno 1957, sottolineò l'importanza anche politica dell'evento, in un periodo di guerra fredda, con le parole:
Il risultato più importante dell'Anno geofisico internazionale è la dimostrazione della capacità dei popoli di tutte le nazioni di lavorare insieme armoniosamente per il bene comune. Esprimo la speranza che ciò possa diventare una pratica comune in tutti i campi dell'attività umana.

## Eventi principali
In vista della sua attuazione e durante la sua durata, ebbero luogo molti eventi di grande importanza scientifica, tra cui i seguenti:
- gennaio 1956: la Base antartica Halley viene realizzata dalla Gran Bretagna in vista dell'Anno geofisico internazionale
- 9 gennaio 1957: gli Stati Uniti inaugurano la base permanente antartica Amundsen-Scott, posta in corrispondenza del polo sud
- 16 dicembre 1957: la base antartica sovietica Vostok, situata nel cuore del Plateau antartico, la zona più fredda della Terra, incomincia l'attività
- 4 ottobre 1957: l'Unione Sovietica lancia il primo satellite artificiale, lo Sputnik I
- 31 gennaio 1958: gli Stati Uniti lanciano il loro primo satellite artificiale, l'Explorer I
- 1958: vengono scoperte le fasce di Van Allen, grazie a osservazioni compiute dai satelliti Explorer I ed Explorer III
- 1958: la teoria della tettonica a zolle viene confermata in seguito alla scoperta dell'espansione dei fondali oceanici.

## L'IGY nella cultura di massa
- Nell'album The Nightfly, il cantautore statunitense Donald Fagen ha scritto un singolo ironicamente dedicato all'IGY e alla fiducia ottimistica in scienza e futuro tra anni '70 e '80.